# Juventus Football Club 1959-1960
Questa voce raccoglie le informazioni riguardanti la Juventus Football Club nelle competizioni ufficiali della stagione 1959-1960.

## Stagione

Da sinistra: Boniperti, il nuovo direttore tecnico ed ex bianconero Cesarini, Nicolè e Charles scherzano in allenamento.

Trascinata mai come stavolta dalla classe e, soprattutto, dalle reti del suo Trio Magico, la Juventus inanellò in questa stagione il primo double nazionale della sua storia (un'accoppiata fin lì riuscita solamente al Grande Torino). Con l'arrivo in panchina del tandem Parola-Cesarini – quest'ultimo, già maestro di Sívori in Sudamerica –, il talento irrequieto dell'argentino venne parzialmente incanalato a vantaggio delle prestazioni globali della squadra, che in quest'annata espresse un gioco a tratti spettacolare.
In Serie A i piemontesi tornarono alla vittoria dello scudetto dopo un anno di pausa, con un cammino quasi trionfale. In testa sin dalle prime giornate, la Vecchia Signora seppe accumulare vantaggio partita dopo partita, sfiancando in corso d'opera la rincorsa di un effimero Bologna prima, del Milan poi e, infine, di una Fiorentina che per il quarto anno di fila dovette accontentarsi della piazza d'onore. L'attacco bianconero, rifornito da capitan Boniperti ormai stabilmente in cabina di regia, mise a segno 92 gol in 34 partite portando il Cabezón e il suo compagno di reparto, il Gigante Buono Charles, rispettivamente a quota 28 e 23 reti, ovvero al primo e terzo posto della classifica marcatori.
Il 18 settembre 1960 arrivò anche la vittoria della quarta Coppa Italia bianconera. Nella finale di San Siro, la Juventus bissò il trionfo ottenuto dodici mesi prima sempre a Milano, superando i sopracitati viola 3-2 nei tempi supplementari; avendo già ottenuto l'accesso alla Coppa dei Campioni tramite campionato, i torinesi lasciarono ai gigliati il loro posto nella neonata Coppa delle Coppe. In questa stagione gli juventini contribuirono inoltre, assieme ad altre squadre italiane, alla vittoria della Coppa dell'Amicizia italo-francese da parte della Lega Nazionale Professionisti, in una manifestazione dove i club del bel paese ebbero la meglio sulle squadre transalpine del Groupement des Clubs Autorisés.

## Divise
| Casa | Trasferta | 1ª portiere | 2ª portiere |

## Rosa
| N. |                   | Ruolo | Calciatore          |
| -- | ----------------- | ----- | ------------------- |
|    | Italia (bandiera) | P     | Carlo Mattrel       |
|    | Italia (bandiera) | P     | Giuseppe Vavassori  |
|    | Italia (bandiera) | D     | Guglielmo Burelli   |
|    | Italia (bandiera) | D     | Ernesto Càstano     |
|    | Italia (bandiera) | D     | Sergio Cervato      |
|    | Italia (bandiera) | D     | Bruno Garzena       |
|    | Italia (bandiera) | D     | Benito Sarti        |
|    | Italia (bandiera) | C     | Umberto Colombo     |
|    | Italia (bandiera) | C     | Flavio Emoli        |
|    | Italia (bandiera) | C     | Gianfranco Leoncini |
|    | Italia (bandiera) | C     | Severino Lojodice   |

| N. |                      | Ruolo | Calciatore                     |
| -- | -------------------- | ----- | ------------------------------ |
|    | Italia (bandiera)    | C     | Bruno Mazzia                   |
|    | Italia (bandiera)    | C     | Antonio Montico                |
|    | Italia (bandiera)    | C     | Giorgio Rossano                |
|    | Italia (bandiera)    | A     | Giampiero Boniperti (capitano) |
|    | Galles (bandiera)    | A     | John Charles                   |
|    | Italia (bandiera)    | A     | Bruno Nicolè                   |
|    | Italia (bandiera)    | A     | Ettore Ninni                   |
|    | Argentina (bandiera) | A     | Omar Sívori                    |
|    | Italia (bandiera)    | A     | Gino Stacchini                 |
|    | Italia (bandiera)    | A     | Giorgio Stivanello             |

## Risultati

### Serie A

#### Girone di andata
| Arbitro: | Cariani (Roma) |

|                                         |           |             |
| Charles 30’, 72’ Cervato 36’ Nicolè 65’ | Marcatori | 81’ Bonafin |

| Arbitro: | Marchese (Frattamaggiore) |

|  |           |                                                              |
|  | Marcatori | 6’ S. Cervato 85’ Stacchini 87’ Stivanello 89’ (rig.) Sívori |

| Arbitro: | Adami (Roma) |

|                                          |           |           |
| Sívori 12’ Ganzer 21’ (aut.) Charles 41’ | Marcatori | 51’ Rossi |

| Arbitro: | Moriconi (Roma) |

|                    |           |                         |
| Nova 7’ Ronzon 64’ | Marcatori | 9’ Sívori 32’ Boniperti |

| Arbitro: | Annoscia (Bari) |

|                                                                           |           |  |
| Cervato 13’ Sívori 30’, 64’ Charles 65’, 85’ Stivanello 76’ Boniperti 88’ | Marcatori |  |

| Arbitro: | Righi (Milano) |

|  |           |                         |
|  | Marcatori | 2’ Nicolè 80’ Stacchini |

| Arbitro: | Lo Bello (Siracusa) |

|                            |           |           |
| Nicolè 21’ Sívori 54’, 67’ | Marcatori | 3’ Hamrin |

| Arbitro: | Orlandini (Roma) |

|                                       |           |                 |
| Pivatelli 5’ (rig.), 74’ Pascutti 30’ | Marcatori | 3’, 38’ Charles |

| Arbitro: | Genel (Trieste) |

|                        |           |  |
| Colombo 75’ Nicolè 80’ | Marcatori |  |

| Arbitro: | Jonni (Macerata) |

|                       |           |                    |
| Vitali 6’ Vinício 63’ | Marcatori | 89’ (rig.) Cervato |

| Arbitro: | Lo Bello (Siracusa) |

|             |           |  |
| Charles 28’ | Marcatori |  |

| Arbitro: | Angelini (Firenze) |

|               |           |               |
| Menegotti 30’ | Marcatori | 43’ Stacchini |

| Arbitro: | Leita (Udine) |

|                                             |           |  |
| Sívori 24’, 88’ Stacchini 75’ Boniperti 89’ | Marcatori |  |

| Arbitro: | Adami (Roma) |

|  |           |                           |
|  | Marcatori | 51’ Stacchini 74’ Cervato |

| Arbitro: | Sbardella (Roma) |

|                           |           |  |
| Charles 12’ Stacchini 26’ | Marcatori |  |

| Arbitro: | Grignani (Milano) |

|  |           |                |
|  | Marcatori | 3’, 81’ Sívori |

| Arbitro: | Samani (Trieste) |

|                          |           |               |
| Boniperti 3’ Colombo 40’ | Marcatori | 24’ Carpanesi |

#### Girone di ritorno
| Arbitro: | Adami (Roma) |

|             |           |                        |
| Bonafin 65’ | Marcatori | 50’ Charles 60’ Sívori |

| Arbitro: | Gambarotta (Genova) |

|                                                      |           |                   |
| Leoncini 11’ Charles 35’ Sívori 66’ (rig.), 73’, 81’ | Marcatori | 75’ (rig.) Tortul |

| Arbitro: | Marchese (Frattamaggiore) |

|                           |           |                                                   |
| Rossi 14’, 57’ Massei 87’ | Marcatori | 2’, 48’, 65’ Charles 19’, 72’ Sívori 26’ Leoncini |

| Arbitro: | Leita (Udine) |

|  |           |              |
|  | Marcatori | 53’ Zavaglio |

| Arbitro: | Jonni (Macerata) |

|  |           |                        |
|  | Marcatori | 24’ Nicolè 52’ Charles |

| Arbitro: | Roversi (Bologna) |

|                       |           |  |
| Nicolè 3’ Charles 38’ | Marcatori |  |

| Arbitro: | Adami (Roma) |

|            |           |  |
| Hamrin 15’ | Marcatori |  |

| Arbitro: | De Marchi (Pordenone) |

|                                |           |  |
| Charles 30’, 56’ Stacchini 51’ | Marcatori |  |

| Arbitro: | Jonni (Macerata) |

|                         |           |                                                           |
| Abbadie 19’ Barison 77’ | Marcatori | 40’ Sívori 50’ Boniperti 54’, 67’ Charles 81’, 86’ Nicolè |

| Arbitro: | Grignani (Milano) |

|                                         |           |                                |
| Sívori 19’, 20’ (rig.), 67’ Charles 37’ | Marcatori | 57’ Di Giacomo 82’ Del Vecchio |

| Arbitro: | Orlandini (Roma) |

|  |           |                               |
|  | Marcatori | 31’, 71’ Sívori 79’ Boniperti |

| Arbitro: | Ferrari (Milano) |

|                                                  |           |                            |
| Stacchini 38’ Charles 39’ Sívori 58’ Colombo 78’ | Marcatori | 16’, 41’ Bettini 83’ Milan |

| Arbitro: | De Marchi (Pordenone) |

|                   |           |                        |
| Manfredini 1’, 8’ | Marcatori | 59’ Sívori 78’ Charles |

| Arbitro: | Rigato (Mestre) |

|                               |           |              |
| Sívori 55’, 74’ Boniperti 81’ | Marcatori | 56’ Altafini |

| Arbitro: | Jonni (Macerata) |

|          |           |                                           |
| Erba 65’ | Marcatori | 23’ (aut.) Tagnin 51’ Nicolè 67’ Lojodice |

| Arbitro: | Genel (Trieste) |

|                               |           |                             |
| Cervato 72’ (rig.) Nicolè 84’ | Marcatori | 4’ Skoglund 61’ Cucchiaroni |

| Arbitro: | Jonni (Macerata) |

|             |           |            |
| Greatti 53’ | Marcatori | 37’ Sívori |

### Coppa Italia
| Arbitro: | Campanati (Milano) |

|                                                              |           |                                              |
| Stacchini 21’ Sívori 32’, 59’ Cervato 34’ (rig.) Nicolè 106’ | Marcatori | 15’, 53’ Skoglund 74’ (rig.) Milani 90’ Mora |

| Arbitro: | Genel (Trieste) |

|                                  |                      |                        |
| Olivieri 50’ Marchesi 73’ (rig.) | Marcatori            | 18’ Sívori 43’ Colombo |
| Marchesi                         | Tiri di rigore 6 – 6 | Montico                |

| Arbitro: | Gambarotta (Genova) |

|                                             |           |  |
| Cervato 43’ (rig.) Lojodice 46’ Charles 55’ | Marcatori |  |

| Arbitro: | Righi (Milano) |

|                                   |           |                           |
| Charles 10’, 73’ Orzan 97’ (aut.) | Marcatori | 45’ Montuori 60’ Da Costa |

### Bibliografiche
1. 1 2  Arcidiacono, «Sivori, Charles e Boniperti»
2. ↑   "Italia: undicesimo scudetto della Juventus", su YouTube, Istituto Luce Cinecittà, 20 giugno 2012.
3. ↑   18/09/1960 - Coppa Italia, finale - Juventus-Fiorentina 3-2 d.t.s., su YouTube, Juventus Football Club, 4 marzo 2015.
4. ↑  Partita sospesa per nebbia intorno al 75' il 14 febbraio 1960 (inizio ore 14:30 CET, arbitro Cariani di Roma) sul parziale di 4-2 (marcatori: Boniperti al 25', Sívori al 34', autorete di S. Cervato al 39', S. Cervato su rigore al 42', Tortul al 56' e Charles al 59'); cfr.  Vittorio Pozzo, La nebbia "blocca" la Juventus mentre sta battendo il Padova: 4-2, in Stampa Sera, 15-16 febbraio 1960,  p. 5. URL consultato il 24 febbraio 2021.
5. ↑  Cfr.  L'Inter gioca a Firenze ma con scarse possibilità, in Corriere della Sera, 6 aprile 1960,  p. 13.
6. ↑  Estrazione a sorte tramite lancio della moneta; cfr.  Vittorio Pozzo, A Bergamo colpi di scena in serie e vittoria della Juventus per sorteggio, in La Stampa, 7 aprile 1960,  p. 9. URL consultato il 6 aprile 2021.